# 秣陵路 (南京)
秣陵路，是南京市的道路，东起丰富路，西至莫愁路。以秦朝秣陵县为名。
1928年，以崔八巷、易家桥、宫后山等街巷为基础进行拓宽，1930年建成，统称秣陵路。